# طوابع البريد المحدودة
طوابع البريد المحدودة والتي تسمى أيضًا طوابع سريعة هي طوابع بريدية ذات أسعار متغيرة مطبوعة على ملصقات ذاتية اللصق وتباع عن طريق آلات بيع الطوابع التابعة للبريد الملكي في المملكة المتحدة بالإضافة إلى بريد جيرسي وبريد غيرنسي ومكتب بريد جبل طارق الملكي وبريد قطر.
أجرت شركة البريد الملكي ومكتب البريد المحدودة التجارب الأولى لنظام يسمى الوزن والبيع في أبريل 2004 في ثلاثة مكاتب بريد مختارة. مع أن هذه الآلات كانت قادرة على تلبية مجموعة من فئات البريد المختلفة، إلا أن التعقيد الواضح والبطء النسبي كانا سبباً في ردع العملاء. قاموا بتجربة آلات انشر وانطلق من ثلاثة موردين (اي بي ام وفوجيتسو وبيتني-بوس) في عام 2007 في تسعة مواقع وفي عام 2008 تم استبدال هذه الآلات بآلات نيكسدورف وتم طرح 700 آلة على مستوى البلاد.
قاموا بتركيب أول آلات نيكسدورف بوست اند جو في المعارض بريستول في 8 أكتوبر 2008 تلاها تلك الموجودة في مكاتب بريد سندرلاند وساوث شيلدز في 10 أكتوبر 2008.
هناك مجموعتان رئيسيتان من طوابع البريد المحدودة:
- توجد بطاقات بريدية تحتوي على نقوش خدمة ولا تحتوي على قيمة مطبوعة بشكل صريح لمجموعة متنوعة من الخدمات البريدية مثل الرسائل والبطاقات البريدية بأدنى درجات الوزن ليتم إرسالها عبر البريد من الدرجة الأولى أو البريد من الدرجة الثانية أو البريد الجوي. يمكن طباعتها على ملصقات تحمل ما يسمى تمثال رأس ماشين للملكة إليزابيث الثانية أو مع حقل يظهر تصميمًا تصويريًا وصورة ظلية صغيرة لرأس الملكة في زاوية الأخير.
- وهناك مجموعة أخرى من الطوابع الخاصة بخدمات مثل الرسائل الثقيلة والطرود الصغيرة حيث يعتمد السعر على الوزن. تظهر هذه نوع الخدمة والسعر. في الأصل كانت هذه المنشورات تعرض فقط طباعة أمنية على جانبها الأيسر وتاريخ "النشر بحلول" (للنشر في موعد لا يتجاوز اليوم التالي للإصدار) ولم يكن من المفترض إلغاؤها (وهذا يتماشى مع استخدام علامات هوريزون ). يتم طباعة طوابع القيمة المفتوحة الحالية فقط على الملصقات ذات تصميم رأس الآلة ولا تظهر تاريخ "النشر بحلول" ويتم التعامل معها مثل أي طوابع بريدية أخرى.

تتضمن التصميمات التصويرية لطوابع البريد المحدودة الخاصة بالمملكة المتحدة حتى الآن (2015) علم الاتحاد وحيوانات وأزهار مختلفة والسفر عبر البحر والحيوانات الشعارية.
كما أصدرت طوابع البريد المحدودة في جيرسي منذ عام 2014 وفي غيرنزي وجبل طارق وقطر منذ عام 2015. أصدرت جيرسي طوابع بريدية تحمل علم البلاد بالإضافة إلى مجموعة تحمل صور الحيوانات المحمية بينما تحمل جميع طوابع جيرنزي وجبل طارق علمهما. تظهر طوابع قطر شعار النبالة للبلاد.
إصدرت طوابع البريد المحدودة مع نقوش إضافية بمناسبة العديد من الأحداث البريدية وكذلك لمؤسسات مختارة.
يشكل العدد الكبير من التركيبات الممكنة لأنواع الخدمة والتصميمات والنقوش الإضافية تحديات لهواة الجمع.
يسمح رمز الطباعة الفوقية في الزاوية اليسرى السفلية للطوابع بتتبع أصلها حيث تتوافق الأرقام الستة الأولى في الرمز مع ماكينة البيع التي بيعت منها الطوابع.

## قراءة إضافية
- "Royal Mail Post & Go News". مؤرشف من الأصل في 2017-06-17. اطلع عليه بتاريخ 2015-11-02.
- "IntelligentAR Post and Go". مؤرشف من الأصل في 2024-11-23. اطلع عليه بتاريخ 2017-08-04.
- "Post and Go Check List". مؤرشف من الأصل في 2024-12-12. اطلع عليه بتاريخ 2015-11-02.
- "Postage Labels Of The UK". مؤرشف من الأصل في 2025-04-21. اطلع عليه بتاريخ 2015-11-02.